# Leucothoe eltoni
Leucothoe eltoni là loài giáp xác trong họ Leucothoidae. Loài giáp xác mới được phát hiện ở Indonesia, chúng là một sinh vật kỳ lạ sống trong cơ thể của một sinh vật khác trong các rạn san hô xa xôi ở Raja Ampat thuộc Indonesia. Đó là một động vật không xương sống ký sinh trong khí quản của loài có cấu trúc buồng trung chuyển như một bộ lọc. Loài giáp xác ký sinh này không làm hại nhưng cũng không sinh lợi gì cho động vật chủ. Sau khi được xác định là loài mới, sinh vật này đã được nhà nghiên cứu James Thomas quyết định đặt tên khoa học cho là Leucothoe eltoni, dựa theo tên của ca sĩ nhạc sĩ nổi tiếng thế giới là Elton John. 